# Ґрабіна (гміна Скаришев)
Ґрабіна (пол. Grabina) — село в Польщі, у гміні Скаришев Радомського повіту Мазовецького воєводства.
Населення — 102 особи (2011).
У 1975-1998 роках село належало до Радомського воєводства.

## Демографія
Демографічна структура станом на 31 березня 2011 року:
|          | Загалом | Допрацездатний вік | Працездатний вік | Постпрацездатний вік |
| -------- | ------- | ------------------ | ---------------- | -------------------- |
| Чоловіки | 54      | 10                 | 41               | 3                    |
| Жінки    | 48      | 9                  | 27               | 12                   |
| Разом    | 102     | 19                 | 68               | 15                   |